# Gonolobus absalonensis
Gonolobus absalonensis är en oleanderväxtart som beskrevs av Krings. Gonolobus absalonensis ingår i släktet Gonolobus och familjen oleanderväxter. Inga underarter finns listade i Catalogue of Life.